# Неверово
Неверово (пол. Niewierowo) — село в Польщі, у гміні Слупськ Слупського повіту Поморського воєводства.
У 1975-1998 роках село належало до Слупського воєводства.